# 揚托克特 (加利福尼亞州)
揚托克特（英語：Yontocket）是位於美國加利福尼亞州德爾諾特縣的一個非建制地區。該地的面積和人口皆未知。

## 地理
揚托克特的座標為41°54′27″N 123°11′56″W / 41.90750°N 123.19889°W，而該地的平均海拔高度為9米（即30英尺）。